# E-demokracija
E-demokracija ili elektronička demokracija znači uporabu novih informacijsko-komunikacijskih tehnologija (ICT) u jačanju demokracije, demokratskih institucija i demokratskih procesa. Njezin glavni cilj je elektronička podrška demokraciji. Ona nije povezana s posebnim tipom demokracije i ne vodi u poseban tip demokracije. E-demokracija je dodatni čimbenik u širenju demokratskih vrijednosti i povezana je s tradicionalnim procesima demokracije. 
E-demokracija pomoću novih informacijsko-komunikacijskih tehnologija omogućuje bolju dostupnost informacija, lakši pristup procesu odlučivanja, te smanjenu udaljenosti između vlasti i pojedinaca koji se mogu lakše povezati i organizirati da bi zaštitili svoje interese. 
E-demokracija je sastavni dio informacijskog društva koje je uvelo čitav niz tradicionalnih i novih programskih alata koji se mogu korisno primjenjivati u demokratskim procesima i institucijama.

## Ciljevi e-demokracije
Ciljevi e-demokracije su transparentnost, razumijevanje, odgovornost, angažiranost, donošenje odluka, uključenost, dostupnost, sudjelovanje, supsidijarnost, povjerenje u demokraciju, demokratske institucije i demokratske procese i socijalna kohezija. 
Prevladavajući prostorne i vremenske granice, e-demokracija bi trebala građanima dati mogućnost da dobiju informaciju ili da komuniciraju u realnom vremenu te bi trebala omogućiti građanima i institucijama na različitim lokacijama uspostavu bliskih kontakata u svrhu razmjene mišljenja, kako bi se na taj način ojačale nove demokratske aktivnosti.

## Zainteresirane strane
Zainteresirane strane za e-demokraciju su tijela javne vlasti na svim razinama, političari, izabrani predstavnici, političke stranke, državni službenici, građani, glasači, članovi (javnih) korporacija i udruženja, civilno društvo, nevladine organizacije, mediji i poslovni krugovi, zajedno s davateljima infrastrukturnih usluga.

## Uvođenje e-demokracije
E-demokraciju može uvesti bilo koja zainteresirana strana. Ona može biti inicirana odozgo prema dolje, naime od strane tijela javne vlasti, na svim razinama vlasti, ili odozdo prema gore, tj. od strane građana. Ona također može biti i vodoravno koncipirana. Svaki pristup ima svoje dobre strane. Inicijativa odozgo prema dolje za cilj ima smanjenje troškova upravljanja, povećanje učinkovitosti i transparentnosti sustava. Inicijativa odozdo prema gore dolazi iz redova građana, aktivista, civilnog društva i namjera joj je uključivanje ovih skupina u procese sudjelovanja i odlučivanja. 
U navedenim kategorijama aktivnosti mogu biti: 
1. jednosmjeran proces, kao što je davanje sveobuhvatnih informacija građanima 
2. dvosmjeran proces, kao što je omogućavanje interaktivne komunikacije

## Sektori e-demokracije
Pojam e-demokracije varira ovisno o zemlji i političkom sustavu, no uglavnom je povezan sa širokom uporabom Interneta i ostalih informacijsko-komunikacijskih tehnologija u politici, zagovaranju, izborima i upravljanju. 
E-demokracija posebno obuhvaća e-parlament, e-zakonodavstvo, e-pravosuđe, e-posredovanje, e-okoliš, e-izbore, e-referendum, e-inicijative, e-glasovanje, e-konzultacije, e-peticije, e-kampanje, e-brojanje glasova i e-promatranje; ona koristi e-sudjelovanje, e-raspravljanje i e-forume.

## Zanimljivosti
Pojednostavljeno gledano, e-demokracija se može sagledati kao neka vrsta povratka korijenima demokracije, grčkoj Agori, kao zajednički, javni prostor gdje građani mogu diskutirati o političkim pitanjima, dobivati važne informacije ili glasati o novom zakonu. 
Prije nego što se iskristalizirao naziv e-demokracija koristili su se i razni slični nazivi kojima se opisivalo uvođenje modernih komunikacijskih tehnologija u demokraciju: teledemokracija, elektronička republika, virtualna demokracija, digitalna demokracija i slično.

## Vanjske poveznice
Democracies Online  Arhivirana inačica izvorne stranice od 8. ožujka 2010. (Wayback Machine)

Council of Europe activities in the field of e-democracy

World e-Democracy Forum  Arhivirana inačica izvorne stranice od 30. siječnja 2011. (Wayback Machine)